# Ortwin Gamber
Ortwin Gamber (* 21. März 1925 in Enns; † 3. Januar 2008) war ein österreichischer Kunsthistoriker und Waffenkundler. Er war Direktor der Waffensammlung des Kunsthistorischen Museums Wien.

## Leben
Ortwin Gamber wurde 1925 als Sohn des aus einer schwäbischen Familie stammenden ehemaligen Berufsoffiziers und Orientalisten Emil Gamber und dessen Frau, einer Kroatin, in Oberösterreich geboren. Von 1943 bis 1945 leistete er Kriegsdienst bei der Wehrmacht, zuletzt als Fähnrich der Artillerie. Nach der Matura an einem Realgymnasium studierte er Archäologie, Geschichte und Kunstgeschichte an der Universität Wien. Im Jahre 1950 wurde er bei Karl M. Swoboda mit der Dissertation Der Plattenharnisch im 15. Jahrhundert zum Dr. phil. promoviert. Überdies besuchte er von 1948 bis 1950 den Kurs am Wiener Institut für Österreichische Geschichtsforschung (Staatsprüfung 1950; Hausarbeit über die Innsbrucker Plattnerei).
Von 1945 bis 1950 war er Volontär an der Waffensammlung und an der Wagenburg des Kunsthistorischen Museums in Wien. Danach wurde er Vertragsbediensteter des wissenschaftlichen Dienstes. 1956 wurde er wissenschaftlicher Assistent. Er nahm mit Friederike Klauner und Willibrord Neumüller von 1963 bis 1965 eine Neuaufstellung der Gemäldegalerie von Stift Kremsmünster vor. Es folgten die Ernennungen zum Kustos II. (1969) und I. Klasse (1965) am Kunsthistorischen Museum. 1976 wurde er wirklicher Hofrat und als Nachfolger von Bruno Thomas Direktor der Waffensammlung des Kunsthistorischen Museums in Wien; er blieb bis 1986 im Amt.
Er war Autor mehrerer Bücher und zahlreicher Aufsätze (u. a. im Lexikon des Mittelalters und im Reallexikon zur Deutschen Kunstgeschichte).
1962 wurde er Ehrenmitglied der Arms and Armour Society in London. Im selben Jahr erhielt er den Theodor-Körner-Preis.

## Schriften (Auswahl)
- Der Krieger im Mittelalter (= Niederdonau. Nr. 59/60). St. Pöltner Zeitungs-Verlagsgesellschaft, St. Pölten 1942.
- mit Bruno Thomas, Hans Schedelmann: Die schönsten Waffen und Rüstungen aus europäischen und amerikanischen Sammlungen. Keyser, Heidelberg u. a. 1963. (italienische Übersetzung 1965; Lizenz, Löwit, 1975)
- Glossarium armorum. Schutzwaffen. Deutsche Ausgabe, Akademische Druck- und Verlagsanstalt, Graz 1972.
- mit Bruno Thomas: Katalog der Leibrüstkammer. Der Zeitraum von 500 bis 1530 (= Führer durch das Kunsthistorische Museum. Nr. 13). Kunsthistorisches Museum, Wien 1976, ISBN 3-7031-0417-1.
- mit Elisabeth Scheicher, Kurt Wegerer, Alfred Auer: Die Kunstkammer. Kunsthistorisches Museum, Sammlungen Schloss Ambras (= Führer durch das Kunsthistorische Museum. Nr. 24). Kunsthistorisches Museum, Innsbruck u. a. 1977.
- mit Christian Beaufort-Spontin: Curiositäten und Inventionen aus Kunst- und Rüstkammer. Kunsthistorisches Museum, Wien 1978.
- Waffe und Rüstung Eurasiens. Frühzeit und Antike. Ein waffenhistorisches Handbuch (= Bibliothek für Kunst- und Antiquitätenfreunde. Bd. 51). Klinkhardt und Biermann, Braunschweig 1978, ISBN 3-7814-0185-5.
- mit Charlotte Becher, Walter Irtenkauf: Das Stuttgarter Harnisch-Musterbuch. 1548–1563. Sonderdruck, Schroll, Wien 1980, ISBN 3-7031-0517-8.
- mit Charlotte Becher (Hrsg.): Die Wappenbücher Herzog Albrechts VI. von Österreich. Ingeram-Codex der ehemaligen Bibliothek Cotta (= Jahrbuch der Heraldisch-Genealogischen Gesellschaft Adler. 3. Folge, Bd. 12 = Jg. 1984/85). Böhlau, Wien u. a. 1986, ISBN 3-205-05002-9.